# گالوت
گالوت (به لاتین: Galuut) یک زیستگاه انسانی در مغولستان است که در استان بایان خونگور واقع شده‌است.